# Ticvaniu Mare
Ticvaniu Mare è un comune della Romania di 2002 abitanti, ubicato nel distretto di Caraș-Severin, nella regione storica del Banato.
Il comune è formato dall'unione di 4 villaggi: Cârnecea, Secășeni, Ticvaniu Mare, Ticvaniu Mic.